# Georgianka
Georgianka (Pseudochaenichthys georgianus) – gatunek ryby głębinowej z rodziny bielankowatych (Channichthyidae), jedyny przedstawiciel rodzaju Pseudochaenichthys.

## Występowanie
Zimne wody wokół wysp Morza Scotia.

## Opis
Osiąga do 60 cm długości i 2 kg masy ciała. Żywi się głównie rybami i krylem.

## Znaczenie gospodarcze
Gatunek poławiany na niewielką skalę.